# 히트맨 4
히트맨4는 3편과 동시 제작 예정이자 개봉 미정인 대한민국의 영화이다. 히트맨 3의 속편이다. 
주 무대는 몽골이다. 
히트맨 시리즈 1부의 마지막 작품이다.

## 개봉 전 정보
- 3편과 4편 동시 촬영한다. 암살요원 준 시즌4로 대한민국의 사이버 범죄 및 도박, 재외국민 납치 및 강제노동을 다룬다.
- 4편에서도 주인공은 권상우, 정준호, 황우슬혜, 이이경, 이지원이 그대로 출연하지만 4편의 메인 악역은 유지태, 정우성, 김종국 (가수), 김민준, 고준, 성준, 최병모, 진선규, 이희준 중에 1명일 거라고 거론되고 있다.
- 4편의 메인 빌런이자 최종 보스의 오른팔인 더블 최종 보스격 중간 보스는 이재윤, 김지훈 (트레이너), 이규호, 차선형, 김승호, 곽진석 중에 1명일 거라고 거론되고 있다.
- 히트맨 시리즈 4편에서는 칸 영화제가 초청한다.
- 예고편은 인터내셔널, 티저, BIG 호평 영상, 캐릭터 영상, 메인으로 5가지 예고편이 예상된다.

## 등장인물
(†) 표시는 영화 상에서 최종적으로 사망한 인물이다.

### 주연
- 권상우 : 준 역 (일본 더빙: 마도노 미츠아키) - 방패연 에이스 요원이자 웹툰 작가
- 정준호 : 덕규 역 (일본 더빙: 아카사카 마사유키) - 악마교관의 국정원 국장
- 이이경 : 철 역 (일본 더빙: 이토 유키) - 국정원 요원
- 황우슬혜 : 미나 역 (일본 더빙: 요네쿠라 키요코) - 미술관 큐레이터
- ??? : ??? 역(†) (일본 더빙: 나카무라 카즈마사) - 4편의 악당 1호. 메인 빌런이자 최종 보스, 이쪽은 제이슨 리, 피에르 쟝, ???보다 더 강한 빌런이다. 전직 육군 출신이자 온라인 불법도박 사이트의 부사장, 악남
  - 포스터는 용병 빌런. 생년월일은 1985년. 소속은 특수부대 (전역) → 민간군사기업 용병 (퇴출) → SA 카지노 부사장. 격투 스타일은 플라잉 니킥, 무에타이. 무기는 나이프, 권총, 와인병, 포크, 비상용 망치.
- 이지원 : 가영 역 (일본 더빙: 오쿠토모 사아야) - 대학교 1학년
- ??? : ??? 역(†) (일본 더빙: 후지타 미키히코) - 4편의 서브 빌런, IT 천재, 악남
  - 포스터는 천재 CEO. 생년월일은 1985년

### 조연
- ??? : ??? 역 - 덕규와 철 짝사랑하는 여자
- ??? : ??? 역 - 국정원 차장
- 이준혁 : 편집장 역 - 암살요원 준의 담당자
- ??? : ??? 역[1](†) (일본 더빙: 후쿠니시 마사야) - 4편의 악당 2호. ???의 오른팔이자 더블 최종 보스격 중간 보스, 전직 육군 출신이자 온라인 불법도박 사이트의 상무이사
  - 생년월일은 1986년. 소속은 특수부대 (전역) → 민간군사기업 용병 (퇴출) → SA 카지노 상무이사
- ??? : ??? 역(†) - 4편의 중간 보스, 코인 업체의 조직폭력배 두목
- ??? : ??? 역(†) - 4편의 악당 3호. ???의 왼팔, 카지노 관리자
- ??? : ??? 역(†) - 돈세탁하는 사기꾼 은행원
- ??? : ??? 역(†) - 4편의 악당 4호. ???의 왼팔, 용병 출신이자 카지노에서 거점으로 활동하지 않는 스파이

### 단역
- 김미희 : 국정원 요원 1 역
- ??? : 투자자 1 역
- ??? : ??? 부하 1 역 - 불법 온라인 도박 사이트 조직
- ??? : ??? 부하 1 역 - 코인 업체의 조직폭력배

### 특별출연
- 조수빈 : 아나운서 역

## 캐스팅

### 주연
| 연기자   | 배역명               | 원어명                            | 성별 | 배역 설명           | 국적     | 직업                               | 소속                                                                        | 무기             | 격투 스타일                                         | 인간관계                                | 인간관계                                             | 인간관계                                   | 등장인물 | 비유 동물 |
| 연기자   | 배역명               | 원어명                            | 성별 | 배역 설명           | 국적     | 직업                               | 소속                                                                        | 무기             | 격투 스타일                                         | 우호적인 관계                           | 적대적인 관계                                        | 애매한 관계                                | 등장인물 | 비유 동물 |
| -------- | -------------------- | --------------------------------- | ---- | ------------------- | -------- | ---------------------------------- | --------------------------------------------------------------------------- | ---------------- | --------------------------------------------------- | --------------------------------------- | ---------------------------------------------------- | ------------------------------------------ | -------- | --------- |
| 권상우   | 김봉준 / 준 (김수혁) | Kim Bong-jun / Jun (Kim Soo-hyuk) | 남성 | 방패연 에이스 요원  | 대한민국 | 만화가 (웹툰 작가)                 | 국가정보원 → 윈윈코믹스                                                     | 맨몸, 연필, 권총 | 주짓수·유도·태권도·레슬링 베이스 MMA                | 천덕규, 철, 이미나, 김가영, 박규만      | ???, ???                                             | ???, ???                                   | 민간인   |           |
| 정준호   | 천덕규               | Cheon Deok-kyu                    | 남성 | 국정원 국장         | 대한민국 | 국가정보원 (국장)                  |                                                                             | 없음             | 타격                                                | 김봉준, 철, 이미나, 김가영, 박규만      | ???, ???                                             | ???, ???                                   | 국정원   |           |
| 황우슬혜 | 이미나 (별명: 60초)  | Lee Mi-na (Nickname: 60 seconds)  | 여성 | 미술관 큐레이터     | 대한민국 | 미술관 큐레이터                    | 미술관                                                                      | 맨몸, 술병       | 주짓수                                              | 김봉준, 천덕규, 철, 김가영, 박규만      | ???, ???                                             | ???, ???                                   | 일반인   |           |
| 이이경   | 철                   | Cheol                             | 남성 | 국정원 요원         | 대한민국 | 국가정보원 (요원)                  |                                                                             | 권총             | 호신술                                              | 김봉준, 천덕규, 이미나, 김가영, 박규만, | ???, ???                                             | ???, ???                                   | 국정원   |           |
| 이지원   | 김가영               | Kim Ga-young                      | 여성 | 준과 미나 사이의 딸 | 대한민국 | 학생 (대1)                         | 대학교 (학생)                                                               | 없음             | 없음                                                | 김봉준, 천덕규, 철, 이미나              | ???, ???                                             | ???, ???                                   | 일반인   |           |
| ???      | ???                  | ???                               | 남성 | 용병 빌런           | 대한민국 | 군인 (이전) → 온라인 카지노 부사장 | 특수부대 (전역) → 민간군사기업 용병 (퇴출) → SA 카지노 부사장 (중간 관리자) | 나이프, 권총     | 나이프 파이팅, 크라브 마가, 칼리 아르니스, 무에타이 | ???, ???                                | 김봉준, 천덕규, 철, 이미나, 김가영, 박규만, ???, ??? | ???                                        | 범죄자   | 들개      |
| ???      | ???                  | ???                               | 남성 | 천재 CEO            | 대한민국 | 기업인                             | LX 홀딩스 (대표이사)                                                        | 권총             | 없음                                                | ???                                     | ???, ???                                             | 김봉준, 천덕규, 철, 이미나, 김가영, 박규만 | 범죄자   | 거미      |

### 조연
| 연기자 | 배역명 | 원어명       | 성별 | 배역 설명                                                                          | 국적     | 직업                                  | 소속                                                          | 무기       | 격투스타일   | 인간관계                                   | 인간관계                                                  | 인간관계                           | 등장인물 | 비유 동물 |
| 연기자 | 배역명 | 원어명       | 성별 | 배역 설명                                                                          | 국적     | 직업                                  | 소속                                                          | 무기       | 격투스타일   | 우호적인 관계                              | 적대적인 관계                                             | 애매한 관계                        | 등장인물 | 비유 동물 |
| ------ | ------ | ------------ | ---- | ---------------------------------------------------------------------------------- | -------- | ------------------------------------- | ------------------------------------------------------------- | ---------- | ------------ | ------------------------------------------ | --------------------------------------------------------- | ---------------------------------- | -------- | --------- |
| ???    | ???    | ???          | 남성 | 4편에서 등장하는 국정원 차장                                                       | 대한민국 | 국가정보원 (차장)                     | 국가정보원                                                    | 없음       | 없음         | 김봉준, 천덕규, 철                         | ???, ???                                                  | 이미나, 김가영                     | 국정원   |           |
| 이준혁 | 박규만 | Park Kyu-man | 남성 | 수혁이 네*버 웹툰에 작품을 올릴 수 있게 해준 편집장.                               | 대한민국 | ???                                   | 윈윈코믹스 (편집장)                                           | 없음       | 없음         | 김봉준, 천덕규, 철                         | ???, ???                                                  | ???                                | 일반인   |           |
| ???    | ???    | ???          | 여성 | 4편에서 등장하는 천덕규, 철과 짝사랑하는 여자.                                     | 대한민국 | 미술관 큐레이터                       | 미술관                                                        | 없음       | 없음         | 김봉준, 천덕규, 이미나, 철, 김가영, 박규만 | 없음                                                      | 없음                               | 일반인   |           |
| ???    | ???    | ???          | 남성 | 마찬가지로 전직 특수부대 용병 출신으로 온라인 불법도박 사이트의 실장 ???의 오른팔. | 대한민국 | 군인 (이전) → 마피아 (SA 카지노 실장) | 특수부대 (전역) → 민간군사기업 용병 (퇴출) → SA 카지노 (실장) | 주먹, 단검 | 복싱, 단검술 | ???, ???                                   | 김봉준, 천덕규, 철, 이미나, 김가영, ???, 박규만, ???      | ???                                | 범죄자   | 드래곤    |
| ???    | ???    | ???          | 남성 | ???가 고용한 조직폭력배 두목                                                       | 대한민국 | 조직폭력배                            | ???                                                           | 나이프     | 불명         | ???, ???                                   | ???                                                       | 김봉준                             | 범죄자   | 불독      |
| ???    | ???    | ???          | 남성 | 용병 출신으로 온라인 불법도박 사이트의 ??? 카지노 한정 ???의 왼팔.                 | 대한민국 |                                       |                                                               | 카람빗     | 불명         | ???, ???                                   | 김봉준, 천덕규, 철, 이미나, 김가영, ???, 박규만, ???      | ???                                | 범죄자   | 도마뱀    |
| ???    | ???    | ???          | 남성 | 돈세탁하는 사기꾼 은행원                                                           | 대한민국 |                                       | SA 카지노 (세탁 담당)                                         | 없음       | 없음         | ???, ???                                   | ???, ???                                                  | 김봉준, 천덕규, 철, 이미나, 김가영 | 범죄자   | 전갈      |
| ???    | ???    | ???          | 남성 | 이쪽도 마찬가지로 전직 특수부대 용병 출신이자 ???의 오른팔.                        | 대한민국 | 군인 (이전)                           |                                                               | 나이프     | 불명         | ???, ???                                   | 김봉준, 천덕규, 철, 이미나, 김가영, ???, 박규만, ???, ??? | ???                                | 범죄자   | 곰        |

## 일본판 성우진
- 마도노 미츠아키: 준(권상우)
- 아카사카 마사유키: 덕규(정준호)
- 요네쿠라 키요코: 미나(황우슬혜)
- 이토 유키: 철(이이경)
- 오쿠토모 사아야: 김가영(이지원)
- 나카무라 카즈마사 - ??? (4편 메인 빌런이자 최종 보스)(???)
- 후지타 미키히코 - ??? (4편 서브 빌런)(???)

## 사운드트랙
4편도 마찬가지로 개봉 이후로 사운드트랙이 발매된다.

## 참고 사항
- 4편에서는 준 역을 맡았던 권상우는 "암살요원 준, 시즌4로 돌아오겠습니다."라는 명대사가 나온다.
- 4편의 오프닝은 불법 온라인 도박 사이트 조직들이 등장하거나 카지노 프로그래머 중에 1명 살해하는 장면이 나온다.
- 4편의 엔딩은 대한민국 온라인 불법 도박사이트 조직과 코인 업계의 기업인도 만화 웹툰에 나온다.
- 4편의 최종결전은 준, 덕규, 철 vs ??? (최종 보스), ??? (최종 보스의 오른팔 겸 더블 최종 보스격 중간 보스), ??? (최종 보스의 왼팔)는 기차에서 전투한다.

## 후속작

### 히트맨5
- 히트맨4 속편이다.

- 2026년 기준, 5편, 6편의 대본을 함께 집필 중이라고 한다.

- 히트맨 시리즈 5편은 2부의 첫 작품이다.
- 2부의 첫 작품에서도 준(권상우), 덕규(정준호), 미나(황우슬혜), 철(이이경), 가영(이지원)이 그대로 출연한다.
- 2부의 작품은 범죄도시 시리즈 2부의 동시 최종 보스 포지션으로 페이크 최종 보스와 진 최종 보스가 동시에 등장한다.
- 암살요원 준 시즌5로 조선족 폭력조직 소탕을 다룬다.

### 히트맨6
- 히트맨5 속편이다.
- 2026년 기준, 5편, 6편의 대본을 함께 집필 중이라고 한다.
- 암살요원 준 시즌6으로 건물주의 뇌물받고 야수같은 사기꾼 소탕을 다룬다.

### 히트맨7
- 히트맨6 속편이다.
- 2027년 기준, 5편, 6편, 7편, 8편의 대본을 함께 집필 중이라고 한다.
- 암살요원 준 시즌7로 사채업자이자 강도 및 살인범죄 소탕을 다룬다.

### 히트맨8
- 히트맨7 속편이다.
- 2027년 기준, 5편, 6편, 7편, 8편의 대본을 함께 집필 중이라고 한다.
- 히트맨 시리즈 8편은 히트맨 시리즈 2부의 마지막 작품이며 히트맨 시리즈 전체를 마무리할 최종장이될 예정이다.
- 암살요원 준 시즌8로 시민들을 살해하는 대한민국 국군의 계엄군 소탕을 다룬다.

## VIP 시사회
- 권상우, 정준호, 황우슬혜, 이이경, 이지원, ??? (4대 메인 빌런 + 최종 보스), ??? (4대 서브 빌런) = 4편의 주연
- ???, ???, ???, ??? = 4편의 빌런팀 (조연)

## 역대 범죄조직
- 러시아 갱스터 및 테러리스트 조직 (1편)
- 북한 간부 및 테러리스트 조직 (2편)
- 대한민국 부패 경찰 & 일본 야쿠자 조직 (3편)

## 빌런 정보
| 메인 빌런        | 메인 빌런                 | 메인 빌런                                                      | 메인 빌런              |
| 1부              | 1부                       | 1부                                                            | 1부                    |
| 히트맨           | 히트맨2                   | 히트맨3                                                        | 히트맨4                |
| ---------------- | ------------------------- | -------------------------------------------------------------- | ---------------------- |
| 제이슨 리 (조연) | 장철룡 / 피에르 쟝 (주연) | ??? (최종 보스) (주연) ??? (더블 최종 보스격 중간 보스) (주연) | ??? (최종 보스) (주연) |
| 2부              |                           |                                                                |                        |
| 히트맨5          | 히트맨6                   | 히트맨7                                                        | 히트맨8                |
| 미정             | 미정                      | 미정                                                           | 미정                   |

| 최종 보스        | 최종 보스                 | 최종 보스  | 최종 보스  |
| 1부              | 1부                       | 1부        | 1부        |
| 히트맨           | 히트맨2                   | 히트맨3    | 히트맨4    |
| ---------------- | ------------------------- | ---------- | ---------- |
| 제이슨 리 (조연) | 장철룡 / 피에르 쟝 (주연) | ??? (주연) | ??? (주연) |
| 2부              |                           |            |            |
| 히트맨5          | 히트맨6                   | 히트맨7    | 히트맨8    |
| 미정             | 미정                      | 미정       | 미정       |

| 더블 최종 보스격 중간 보스 | 더블 최종 보스격 중간 보스 | 더블 최종 보스격 중간 보스 | 더블 최종 보스격 중간 보스 |
| 1부                        | 1부                        | 1부                        | 1부                        |
| 히트맨                     | 히트맨2                    | 히트맨3                    | 히트맨4                    |
| -------------------------- | -------------------------- | -------------------------- | -------------------------- |
| -                          | -                          | ??? (주연)                 | ??? (조연)                 |
| 2부                        |                            |                            |                            |
| 히트맨5                    | 히트맨6                    | 히트맨7                    | 히트맨8                    |
| 미정                       | 미정                       | 미정                       | 미정                       |

| 중간 보스   | 중간 보스   | 중간 보스             | 중간 보스  |
| 1부         | 1부         | 1부                   | 1부        |
| 히트맨      | 히트맨2     | 히트맨3               | 히트맨4    |
| ----------- | ----------- | --------------------- | ---------- |
| 제롬 (조연) | 안톤 (단역) | ??? (조연) ??? (조연) | ??? (조연) |
| 2부         |             |                       |            |
| 히트맨5     | 히트맨6     | 히트맨7               | 히트맨8    |
| 미정        | 미정        | 미정                  | 미정       |

| 메인 빌런의 오른팔 | 메인 빌런의 오른팔 | 메인 빌런의 오른팔    | 메인 빌런의 오른팔 |
| 1부                | 1부                | 1부                   | 1부                |
| 히트맨             | 히트맨2            | 히트맨3               | 히트맨4            |
| ------------------ | ------------------ | --------------------- | ------------------ |
| 제롬 (조연)        | 안톤 (단역)        | ??? (조연) ??? (조연) | ??? (조연)         |
| 2부                |                    |                       |                    |
| 히트맨5            | 히트맨6            | 히트맨7               | 히트맨8            |
| 미정               | 미정               | 미정                  | 미정               |

| 메인 빌런의 왼팔 | 메인 빌런의 왼팔 | 메인 빌런의 왼팔      | 메인 빌런의 왼팔      |
| 1부              | 1부              | 1부                   | 1부                   |
| 히트맨           | 히트맨2          | 히트맨3               | 히트맨4               |
| ---------------- | ---------------- | --------------------- | --------------------- |
| -                | 스포일러 (조연)  | ??? (조연) ??? (조연) | ??? (조연) ??? (조연) |
| 2부              |                  |                       |                       |
| 히트맨5          | 히트맨6          | 히트맨7               | 히트맨8               |
| 미정             | 미정             | 미정                  | 미정                  |

| 서브 빌런 | 서브 빌런 | 서브 빌런                 | 서브 빌런  |
| 1부       | 1부       | 1부                       | 1부        |
| 히트맨    | 히트맨2   | 히트맨3                   | 히트맨4    |
| --------- | --------- | ------------------------- | ---------- |
| -         | -         | ??? (조연) ??? (특별출연) | ??? (주연) |
| 2부       |           |                           |            |
| 히트맨5   | 히트맨6   | 히트맨7                   | 히트맨8    |
| ???       | ???       | ???                       | ???        |

## 최종전
| 히트맨 시리즈 최종 전투 | 히트맨 시리즈 최종 전투 | 히트맨 시리즈 최종 전투 | 히트맨 시리즈 최종 전투 |
| 히트맨                  | 히트맨2                 | 히트맨3                 | 히트맨4                 |
| ----------------------- | ----------------------- | ----------------------- | ----------------------- |
| 공장 전투               | 대테러 본부 옥상 전투   | 고급 호프집 전투        | 수서고속철도 SRT 전투   |
| 공장 전투               | 대테러 본부 옥상 전투   | 중부경찰서 전투         | 수서고속철도 SRT 전투   |
| 2부                     |                         |                         |                         |
| 히트맨5                 | 히트맨6                 | 히트맨7                 | 히트맨8                 |
| ???                     | ???                     | ???                     | ???                     |

## 타임라인
| 작품 | 연도   | 범죄 주제                                                       |
| ---- | ------ | --------------------------------------------------------------- |
| 1편  | 2020년 | 러시아의 국제 범죄 테러리스트 조직 및 살인                      |
| 2편  | 2025년 | 프랑스 출신의 북한 특수요원, 특수폭행 및 납치                   |
| 3편  | ?      | 대한민국의 부패 경찰 & 마약 유통 및 일본의 범죄 집단            |
| 4편  | ?      | 대한민국의 불법 도박 및 사이버 범죄, 재외국민 납치 및 강제 노동 |

## 같이 보기
- 히트맨
- 히트맨 2
- 히트맨 3
- 히트맨 시리즈